# Östra Frölunda kyrka
Östra Frölunda kyrka är en kyrkobyggnad som ligger i Östra Frölunda, Svenljunga kommun. Den tillhör sedan 2006 Kindaholms församling (tidigare Östra Frölunda församling) i Göteborgs stift.

## Kyrkobyggnaden
Kyrkan uppfördes i granit 1825-1826 av byggmästare från Sandhults socken efter ritningar av Samuel Enander vid Överintendentsämbetet. Den ersatte då en äldre kyrka på samma plats, som revs 1825.
Koret är halvrunt avslutat och tornet har en åttakantig lanternin. Den är utvändigt i stort sett oförändrad. Tillkommit har endast sakristian, som vidbyggdes i söder under den omfattande restaureringen 1937–1938 under ledning av Figge Wetterqvist.

## Inventarier

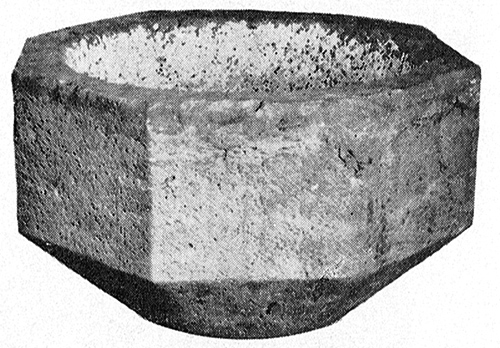
Den åttakantiga medeltida cuppan.

- Cuppan till dopfunten är av sandsten och tillverkad i Västergötland i engelsk stil omkring år 1200. Den är 37 centimeter hög och har en sällsynt åttakantig form med rund skrånande underdel och saknar utsmyckning. Uttömningshål åt ena sidan. Den står på en nytillverkad sockel.[1]
- Predikstolen, placerad på korets södra sida, är mycket ovanlig med sin triangulära form med konkava korgsidor. Den är utsmyckad med två gyllene medaljonger, som avbildar Martin Luther och Gustav Vasa. Predikstolen liksom altaruppsatsen är utförda 1797 av Sven Nilsson Morin till den äldre kyrkan och de överfördes senare till den nuvarande, varvid de omändrades 1826 av Johannes Andersson från Mjöbäcks socken.
- Takmålningarna i koret utfördes av Einar Forseth 1937-1938 och visar bibeltemat om liljorna på marken och fåglarna i skyn.
- Altartavlan är målad av Bengt Nordenberg.
- Flera skulpturarbeten utfördes på 1930-talet av Karl Johansson i Mårdaklev, bland annat nummertavlor, bänkgavlar och en armaturuppsats.

### Klockor
- Storklockan är av en senmedeltida typ som är ovanlig genom de två versala bokstäverna på kroppen:  S : E : vars betydelsen är oviss.[2]
- Lillklockan är gjuten 1796 och har inskriptionen: När du hör att mitt ljud skallar / Kom ihåg att nåden kallar / Ifrån elände till kropp och själ / Bed om frid och nådedagar / Om hjälp och tröst din Gud städs bed.

### Orgel
Orgeln byggdes ursprungligen av Johan Henrik Thorell 1905, då den ersatte ett äldre instrument från 1845. Den utökades och omdisponerades 1937, ombyggdes ytterligare 1950 samt restaurerades av Lindegren Orgelbyggeri AB 1985. Den har två manualer och pedal. Fasaden är inte ljudande.